# Kąkolewo (gmina Grodzisk Wielkopolski)
Kąkolewo – wieś w Polsce, położona w województwie wielkopolskim, w powiecie grodziskim, w gminie Grodzisk Wielkopolski.

## Historia
Wieś ma metrykę średniowieczną i pierwotnie związana była z Wielkopolską. Istnieje co najmniej od początku XV wieku. Wymieniona została w 1415 w łacińskim dokumencie jako Kankolewo, 1417 Rziclino alias Kankolewo, 1446 Kakolewo, 1494 Kąkolewo, 1564 Kąkolieuo.
Okolice miejscowości zasiedlone były jednak wcześniej niż odnotowują to zachowane historyczne zapisy. Archeolodzy odkryli w jej pobliżu grodzisko stożkowate o nie ustalonej chronologii leżące 1500 metrów na wschód od drogi Blinek – Cichagóra oraz 200 metrów na północ od strugi, na wschodnim brzegu łąk kąkolewskich, ktróe znajduje się na terenie osady Albertowsko. W okolicy znaleziono także skarb srebrny datowany szacunkowo na XI wiek.
Miejscowość była wsią szlachecką należącą do lokalnej szlachty wielkopolskiej z rodu Łopuchowskich, Luboskich, a później Ostrorogów herbu Nałęcz. W 1449 należała do powiatu kościańskiego Korony Królestwa Polskiego. W 1564 należała do parafii Bukowiec.
Pierwszy zachowany zapis pochodzi z 1415 i odnotowuje Dobroszkę Łopuchowską córkę Wichny oraz żonę Mroczka Łopuchowskiego, która w procesie z Przybysławem Gryżyńskim z Brenna, zgodnie ze swym prawem bliższości, uzyskała prawo wykupienia m.in. Grodziska Wielkopolskiego wraz z przynależnościami, a w tym m.in. z Kąkolewem, do którego wieś przynależała. W 1417 Niemierza Starszy dziedzic Lubosza, zwany Luboskim przedstawił sądowi dokument przeniesienia na jego rzecz własności Grodziska Wielkopolskiego wraz z wsiami, w tym m.in. z wsią Kąkolewo. Do majętności tych powołując się na swoje prawo bliższości roszczenia przedstawił także kasztelan poznański Mościc ze Stęszewa oraz stolnik poznański Przybysław Gryżyński z Brenna.
W 1422 Niemierza Luboski toczył przed sądem ziemskim proces z Abrahamem Zbąskim o granice pomiędzy Grodziskiem Wielkopolskim oraz Kąkolewem a Jabłoną Starą. Przy okazji tego procesu opisano okolice wsi. W 1425 zapadł w tej sprawie wyrok nakazujący stronom rozgraniczenie dziedziny Kąkolewo oraz Jabłony Starej, poczynając od kopca nad lasem, jaki mieliusypać sędziowie polubowni, a dalej od tego kopca powinni rozgraniczyć prosto aż do wzgórza zwanego Cisia Góra, do kopca narożnego pomiędzy Tomyślem (obecnie Stary Tomyśl), Jabłoną Starą oraz Kąkolewem. Strony zobowiązano do  przyprowadzenia sędziów polubownych i upoważnienia ich do rozgraniczenia wsi pod karą umowną 100 grzywien.
W 1449 syn Niemierzy Starszego oraz dziedzic Grodziska Wielkopolskiego Sędziwój Grodziski, zapisał żonie Barbarze po 400 grzywien posagu i wiana na połowie swojej połowy miasta Grodzisk Wielkopolski oraz na połowach wsi Kobylniki, Zdrój oraz Kąkolewo. W 1466 Sędziwój dał Stanisławowi z Ostroroga wojewodzie kaliskiemu połowę Grodziska Wielkopolskiego wraz z połową przedmieści oraz wsie Kobylniki, Zdrój i Kąkolewo w zamian za wsie Tuczępy, Miłostowo, Gralewo, Mnichy oraz 1000 grzywien. W 1494 imiennie odnotowano pracownika Jana kmiecia z Kąkolewa..
W połowie XVI wieku miejscowość w dalszym ciągu należała do Ostrorogów. W 1557 odnotowano, że poddani Stanisława Ostroroga z Kąkolewa wypasali inwentarz na żołędziach w Borui, w lesie zwanym Milcz oraz w innym lesie pomiędzy Milczem a Borują. Odnotowano także dwa kopce graniczne na wzgórku za błotem zwanym Świerzyno pomiędzy Jabłoną Starą a Kąkolewem. W 1575 Kąkolewo należało do Jana i Mikołaja nieletnich synów kasztelana kaliskiego Stanisława Ostroroga oraz Zofii z Tęczyna Ostrorogowej.
Wieś odnotowały także historyczne rejestry podatkowe. W 1530 miał miejsce pobór we wsi od 4 łanów. W 1563 pobrano podatki z 7,5 łana oraz karczmy dorocznej. W 1564 wieś liczyła 12 łanów. W 1566 pobór odbył się z 7,5 łana od 4 zagrodników, jednego komornika. W 1580 pobór odbył się od 7,5 łana, 4 zagrodników po 4 grosze, jednego komornika po 8 groszy, 4 komorników po 2 grosze, od jednego pługa najemnego robotnika zwanego ratajem, jednego rzemieślnika oraz owczarza wypasającego 15 owiec. 
Przywilejem z 10 października 1720 roku istniejącej wsi nadano prawa osady olęderskiej.
W wyniku II rozbioru Rzeczypospolitej w 1793, miejscowość przeszła w posiadanie Prus i jak cała Wielkopolska znalazła się w zaborze pruskim. W okresie Wielkiego Księstwa Poznańskiego (1815-1848) miejscowość wzmiankowana jako Kąkolewo należała do wsi większych w ówczesnym powiecie bukowskim, który dzielił się na cztery okręgi (bukowski, grodziski, lutomyślski oraz lwowkowski). Kąkolewo należało do okręgu lutomyślskiego i stanowiło część majątku Bukowiec, którego właścicielem był wówczas Szolc i Łubieński (posiadali oni także sąsiedni, rozległy majątek Grodzisk). W skład majątku Bukowiec wchodziło łącznie 7 wsi oraz Kozia karczma. Według spisu urzędowego z 1837 roku Kąkolewo liczyło 704 mieszkańców i 110 dymów (domostw). Natomiast w czasie spisu w 1905 r. naliczono 791 mieszkańców w 132 domostwach. 743 mieszkańców było ewangelikami, a 42 podało religię katolicką.
W latach pięćdziesiątych XX wieku powstało tu lotnisko wojskowe (zapasowe dla poznańskich Krzesin).
W latach 1954–1961 wieś należała i była siedzibą władz gromady Kąkolewo, po jej zniesieniu w gromadzie Grodzisk Wielkopolski. W latach 1975–1998 miejscowość należała administracyjnie do województwa poznańskiego.

## Zabytki
- Kościół poewangelicki pw. Niepokalanego Serca Maryi z ok. 1880 r., neogotycki z widoczną z dala wieżą o spiczastym hełmie. Od 1945 r. jest kościołem katolickim, a w 1974 r. utworzono tu parafię. Wewnątrz polichromia z 1963 r. (mal. Witold Siwiński). Kościół wpisany jest do rejestru zabytków pod numerem 2568/A z dnia 12. grudnia 1995.
- Lipa o obwodzie 400 cm, obok kościoła.
- Stare zabudowania mieszkalne i gospodarcze z 1 poł. XIX wieku.